# Microchloa ensifolia
Microchloa ensifolia är en gräsart som beskrevs av Alfred Barton Rendle. Microchloa ensifolia ingår i släktet Microchloa och familjen gräs. Inga underarter finns listade i Catalogue of Life.